# Mátranovák
Mátranovák là một thị trấn thuộc hạt Nógrád, Hungary. Thị trấn này có diện tích 26,97 km², dân số năm 2010 là 1773 người, mật độ 66 người/km².